# Alvastra krönikespel
Alvastra krönikespel var ett skådespel som mellan åren 1985 och 2022 spelades vid Alvastra klosterruin utanför Ödeshög i Östergötland. Det är ett skådespel med mycken ljussättning. Det börjar när mörkret faller över Östgötaslätten. 

## Handling
Alvastra krönikespel handlar om drottning Omma som levde på Omberg, Ommas folk, vikingarna som förslavade Ommas folk, de kristnas intåg, Clairvauxmunkarna, djävulen, digerdöden och heliga Birgitta. 
Det börjar på jättarnas och alvernas tid, då drottning Omma levde. Ommas älskade slår ihjäl sig på Omberg och Omma blir otröstlig och hennes tårar bildar Vättern. Hon bestämmer senare för att följa sin älskade i döden, men hon lovar att föda ett folk som ska leva i hennes land.
Därpå följer vikingar, munkar, präster och kungar, men Omma finns alltid närvarande i det förtrollade land som hon kallar sitt eget. 

## Historik
Spelet har uppsatts sedan 1985 och har haft en rad olika regissörer genom åren. Nuvarande (2014) regissör är Bernt Lindkvist.
Förutom några traditionella latinska hymner är all musik skriven av Gunnel Frisk. 
Sedan många år leds musiken av Moa Frisk. Koreograf (2014) är Annsi Simar.

## Trivia
Från och med 2014 testas en myggfångare av gasoltyp.